# Dịch bệnh tả ở Yemen, 2016–nay
Vào tháng 10 năm 2016, một dịch bệnh tả xảy ra ở Yemen. Đến giữa tháng 3 năm 2017, sự bùng phát đã suy giảm, nhưng nó đã phục hồi trở lại từ ngày 27 tháng 4 năm 2017 – sau khi có báo cáo hệ thống thoát nước tại thủ đô Sana'a ngừng hoạt động – và tiếp tục kéo dài đến tháng 6 năm 2017.

## Bùng phát
Dịch tả bắt đầu từ tháng 10 năm 2016. Tổ chức Y tế Thế giới (WHO) xem vụ bùng phát là bất thường vì sự lan nhanh trong phạm vi địa lý lớn của nó. Các trường hợp nhiệm bệnh chủ yếu xảy ra ở thủ đô, Sana'a, và một số xảy ra ở vùng biển phía Bắc. Vào cuối tháng 10, các trường hợp đã được ghi nhận ở các vùng Al-Bayda, Aden, Al-Hudaydah, Hajjah, Ibb, Lahij và Taiz. Và vào cuối tháng 11, các trường hợp cũng được báo cáo tại Al-Dhale'a và Amran. Đến giữa tháng 12, 135 quận của 15 tỉnh đã báo cáo các ca bệnh, gần hai phần ba là ở Aden, Al-Bayda, Al-Hudaydah và Taiz. Cho đến giữa tháng 1 năm sau, 80% các trường hợp là tại 28 quận thuộc các tỉnh Al-Dhale'a, Al-Hudaydah, Hajjah, Lahij và Taiz.
Vào cuối tháng 2 năm 2017, tỷ lệ lây lan đã giảm, và vào giữa tháng 3 năm 2017, dịch bệnh đang suy yếu. Tổng cộng có 25.827 trường hợp bị nhiễm bệnh, bao gồm 129 ca tử vong, được báo cáo trước ngày 26 tháng 4 năm 2017.
Số ca bệnh tả tăng lên trở lại sau ngày 27 tháng 4 năm 2017. Trong tháng 5, đã có 74.311 trường hợp nhiễm bệnh, bao gồm 605 ca tử vong. Đến ngày 24 tháng 6 năm 2017, UNICEF và WHO ước tính số ca bệnh ở quốc gia này kể từ khi dịch bùng phát vào tháng 10 đã vượt quá 200.000, với 1.300 ca tử vong, và có 5.000 ca bệnh trung bình mỗi ngày. Hai cơ quan này gọi đó là "cơn bùng phát dịch tả tồi tệ nhất thế giới". Khoảng một nửa trường hợp nhiễm bệnh, và một phần tư ca tử vong là trẻ em.
Tính đến ngày 12 tháng 6 năm 2017, tỷ lệ tử vong của dịch bệnh là 0,7%, với tỷ lệ ở người trên 60 tuổi là 3,2%. Các kiểu huyết thanh (serotype) của vi khuẩn Vibrio cholerae liên quan đến Ougawa. Tổng cộng có 268 quận từ 20 trong tổng số 23 tỉnh của Yemen đã báo cáo các trường hợp nhiễm bệnh cho đến ngày 21 tháng 6 năm 2017; hơn một nửa là từ các đô thị Amanat Al Asimah (thủ đô Sana'a), Al Hudeideh, Amran và Hajjah, tất cả đều nằm ở phía Tây đất nước.
WHO, UNICEF, Ủy ban Chữ thập đỏ Quốc tế (ICRC) và Médecins Sans Frontières là những tổ chức cứu trợ cho dịch bệnh này.

## Yếu tố bùng phát
UNICEF và WHO cho biết nguyên nhân của sự bùng phát là do suy dinh dưỡng và ô nhiễm nguồn nước sạch và hệ thống cống nước yếu kém vì cuộc xung đột xảy ra ở đất nước này. Một nhân viên ICRC báo cáo rằng sự tái phát bệnh tả xuất hiện vào tháng 4 sau khi hệ thống cống nước tại Sana'a ngừng hoạt động. Trước khi dịch bệnh bùng phát, nền y tế Yemen đã bị sụp đổ do nhiều nhân viên không dươc thanh toán lương bổng trong nhiều tháng, vụ bùng phát dịch bệnh đã làm trầm trọng thêm vấn đề này. Ủy ban Chữ thập đỏ quốc tế (ICRC) và Liên Hợp Quốc cho rằng chiến dịch phong tỏa đánh bom trên không của Hải quân Ả Rập Xê Út là nguyên nhân gây ra dịch bệnh tả.
"Với những loại thuốc thích hợp, căn bệnh này có thể điều trị được hoàn toàn – nhưng liên minh do Ả Rập Xê Út dẫn đầu lại ngăn cản họ cứu trợ."— Grant Pritchard, Giám đốc quốc gia tạm thời của tổ chức Save the Children (Cứu lấy trẻ em) Yemen, tháng 4 năm 2017, Vice News